# Лечебна иглика
Лечебната иглика (Primula veris) е тревисто многогодишно цъфтящо растение от семейство Игликови (Primulaceae). Видът е местен в по-голямата част от умерена Европа и Западна Азия и въпреки че отсъства в по-северните райони, включително голяма част от северозападна Шотландия, той се среща в най-северните райони на Великобритания – Съдърланд и Оркни – и в Скандинавия. Този вид често хибридизира с други иглики, например с обикновената иглика, с които създава „фалшиви“ иглики (Primula × polyantha), които се бъркат с Primula elatior, много по-рядко срещано растение.

## Описание
Лечебната иглика е променливо вечнозелено или полувечнозелено многогодишно растение, достигащо до 25 cm височина и ширина, с розетка от листа, дълги между 5 и 15 cm и широки между 2 и 6 cm. Наситено жълтите цветове цъфтят през пролетта, в гроздове от 10 – 30 цветчета заедно на едно стъбло. Всяко цвете е широко между 9 и 15 mm. Растенията с червени и оранжеви цветя се срещат рядко, но могат да бъдат локално широко разпространени в райони, където цветните хибриди на игликата цъфтят по същото време и е възможно кръстосано опрашване.

## Разпространение и местообитание
Лечебната иглика се среща на по-открити терени от обикновената иглика, включително открити полета, ливади, крайбрежни дюни и върхове на скали.

## Подобни видове
Лечебна иглика може да бъде объркана с тясно свързаната с нея иглика Primula elatior, която има подобен външен вид и местообитание, но цветовете ѝ са по-едри и венчелистчето е без гънки.

## Митология и фолклор
Тази билка е спомената от Плиний Стари заради ранния ѝ цъфтеж. Видовете от рода Primula заедно с други ритуални растения са играли важна роля във фармацията и митологията на келтските друиди, вероятно като съставка на отвари за подобряване на усвояването на други билки. През Средновековието лечебната иглика е известна също като билката на Свети Петър или Petrella и е търсена от флорентинските аптекари. Хилдегард фон Бинген препоръчва лекарствените части само за локална употреба, но листата се консумират и като храна. Често е погрешно идентифицирана или бъркана с подобни видове от рода Primula.

## Галерия
- Жълти цветове
- Лечебна иглика в жълто-червени цветове
- Лечебна иглика, растяща на поляна